# Список астероїдів (8301—8400)
| Назва                                 | Тимчасове позначення | Дата відкриття    | Місце відкриття                 | Відкривач                                                  |
| ------------------------------------- | -------------------- | ----------------- | ------------------------------- | ---------------------------------------------------------- |
| 8301 Хасеюдзі (Haseyuji)              | 1995 BG2             | 30 січня 1995     | Обсерваторія Оїдзумі            | Такао Кобаяші                                              |
| 8302 Казукін (Kazukin)                | 1995 CY              | 3 лютого 1995     | Обсерваторія Оїдзумі            | Такао Кобаяші                                              |
| 8303 Міяї (Miyaji)                    | 1995 CO1             | 9 лютого 1995     | Обсерваторія Оїдзумі            | Такао Кобаяші                                              |
| 8304 Рьомітіко (Ryomichico)           | 1995 DJ1             | 22 лютого 1995    | Обсерваторія Оїдзумі            | Такао Кобаяші                                              |
| 8305 Тейка (Teika)                    | 1995 DQ1             | 22 лютого 1995    | Обсерваторія Оїдзумі            | Такао Кобаяші                                              |
| 8306 Сьоко (Shoko)                    | 1995 DY1             | 24 лютого 1995    | Обсерваторія Кума Коґен         | Акімаса Накамура                                           |
| 8307 Пельтан (Peltan)                 | 1995 EN              | 5 березня 1995    | Обсерваторія Клеть              | Яна Тіха                                                   |
| 8308 Джулі-Меліса (Julie-Melissa)     | 1996 HD13            | 17 квітня 1996    | Обсерваторія Ла-Сілья           | Ерік Вальтер Ельст                                         |
| (8309) 1996 NL1                       | 1996 NL1             | 14 липня 1996     | Обсерваторія Галеакала          | NEAT                                                       |
| 8310 Сілос (Seelos)                   | 1996 PL2             | 9 серпня 1996     | Обсерваторія Галеакала          | NEAT                                                       |
| 8311 Чжанданін (Zhangdaning)          | 1996 TV1             | 3 жовтня 1996     | Станція Сінлун                  | SCAP                                                       |
| (8312) 1996 TJ12                      | 1996 TJ12            | 15 жовтня 1996    | Обсерваторія Наті-Кацуура       | Йошісада Шімідзу, Такеші Урата                             |
| 8313 Крістіансен (Christiansen)       | 1996 YU1             | 19 грудня 1996    | Станція Сінлун                  | SCAP                                                       |
| 8314 Цудзі (Tsuji)                    | 1997 US8             | 25 жовтня 1997    | Обсерваторія Кітамі             | Кін Ендате, Кадзуро Ватанабе                               |
| 8315 Бацзінь (Bajin)                  | 1997 WA22            | 25 листопада 1997 | Станція Сінлун                  | SCAP                                                       |
| 8316 Волькенштейн (Wolkenstein)       | 3002 P-L             | 24 вересня 1960   | Паломарська обсерваторія        | К. Й. ван Гаутен, І. ван Гаутен-Ґроневельд, Т. Герельс     |
| 8317 Eurysaces                        | 4523 P-L             | 24 вересня 1960   | Паломарська обсерваторія        | К. Й. ван Гаутен, І. ван Гаутен-Ґроневельд, Т. Герельс     |
| 8318 Аверроес (Averroes)              | 1306 T-2             | 29 вересня 1973   | Паломарська обсерваторія        | К. Й. ван Гаутен, І. ван Гаутен-Ґроневельд, Т. Герельс     |
| 8319 Антіфан (Antiphanes)             | 3365 T-2             | 25 вересня 1973   | Паломарська обсерваторія        | К. Й. ван Гаутен, І. ван Гаутен-Ґроневельд, Т. Герельс     |
| 8320 ван Зеє (van Zee)                | 1955 RV              | 13 вересня 1955   | Обсерваторія Ґете Лінка         | Університет Індіани                                        |
| 8321 Акім (Akim)                      | 1977 EX              | 13 березня 1977   | КрАО                            | Черних Микола Степанович                                   |
| 8322 Кононович (Kononovich)           | 1978 RL1             | 5 вересня 1978    | КрАО                            | Черних Микола Степанович                                   |
| 8323 Кріміджіс (Krimigis)             | 1979 UH              | 17 жовтня 1979    | Станція Андерсон-Меса           | Едвард Бовелл                                              |
| 8324 Хуліяделеон (Juliadeleon)        | 1981 DF2             | 28 лютого 1981    | Обсерваторія Сайдинг-Спрінг     | Ш. Дж. Бас                                                 |
| 8325 Тріго-Родрігес (Trigo-Rodriguez) | 1981 EM26            | 2 березня 1981    | Обсерваторія Сайдинг-Спрінг     | Ш. Дж. Бас                                                 |
| 8326 Паульклінґ (Paulkling)           | 1981 JS2             | 6 травня 1981     | Паломарська обсерваторія        | Керолін Шумейкер, Юджин Шумейкер                           |
| 8327 Weihenmayer                      | 1981 JE3             | 6 травня 1981     | Паломарська обсерваторія        | Керолін Шумейкер, Юджин Шумейкер                           |
| 8328 Ейттенгове (Uyttenhove)          | 1981 QQ2             | 23 серпня 1981    | Обсерваторія Ла-Сілья           | Анрі Дебеонь                                               |
| 8329 Спекмен (Speckman)               | 1982 FP3             | 22 березня 1982   | Обсерваторія Ла-Сілья           | Анрі Дебеонь                                               |
| 8330 Фіцрой (Fitzroy)                 | 1982 FX3             | 28 березня 1982   | Обсерваторія Ла-Сілья           | Анрі Дебеонь                                               |
| 8331 Докінз (Dawkins)                 | 1982 KK1             | 27 травня 1982    | Паломарська обсерваторія        | Керолін Шумейкер, Ш. Дж. Бас                               |
| 8332 Іванцвєтаєв (Ivantsvetaev)       | 1982 TL2             | 14 жовтня 1982    | КрАО                            | Журавльова Людмила Василівна, Карачкіна Людмила Георгіївна |
| (8333) 1982 VF                        | 1982 VF              | 7 листопада 1982  | Обсерваторія Клеть              | Антонін Мркос                                              |
| (8334) 1984 CF                        | 1984 CF              | 10 лютого 1984    | Паломарська обсерваторія        | Джеймс Ґібсон                                              |
| 8335 Сартон (Sarton)                  | 1984 DD1             | 28 лютого 1984    | Обсерваторія Ла-Сілья           | Анрі Дебеонь                                               |
| 8336 Шафарик (Safarik)                | 1984 SK1             | 27 вересня 1984   | Обсерваторія Клеть              | Антонін Мркос                                              |
| (8337) 1984 SF6                       | 1984 SF6             | 22 вересня 1984   | Обсерваторія Ла-Сілья           | Анрі Дебеонь                                               |
| 8338 Ральхан (Ralhan)                 | 1985 FE3             | 27 березня 1985   | Обсерваторія Брорфельде         | Обсерваторія Копенгагена                                   |
| 8339 Косовичія (Kosovichia)           | 1985 RM6             | 15 вересня 1985   | КрАО                            | Черних Микола Степанович                                   |
| 8340 Мумма (Mumma)                    | 1985 TS1             | 15 жовтня 1985    | Станція Андерсон-Меса           | Едвард Бовелл                                              |
| (8341) 1986 QQ                        | 1986 QQ              | 26 серпня 1986    | Обсерваторія Ла-Сілья           | Анрі Дебеонь                                               |
| (8342) 1986 QN3                       | 1986 QN3             | 29 серпня 1986    | Обсерваторія Ла-Сілья           | Анрі Дебеонь                                               |
| 8343 Туґендгат (Tugendhat)            | 1986 TG3             | 4 жовтня 1986     | Обсерваторія Клеть              | Антонін Мркос                                              |
| 8344 Бабетта (Babette)                | 1987 BB              | 25 січня 1987     | Обсерваторія Одзіма             | Тсунео Ніїдзіма, Такеші Урата                              |
| 8345 Ульмершпац (Ulmerspatz)          | 1987 BO1             | 22 січня 1987     | Обсерваторія Ла-Сілья           | Ерік Вальтер Ельст                                         |
| (8346) 1987 DW6                       | 1987 DW6             | 26 лютого 1987    | Обсерваторія Ла-Сілья           | Анрі Дебеонь                                               |
| 8347 Лалавард (Lallaward)             | 1987 HK              | 21 квітня 1987    | Паломарська обсерваторія        | Керолін Шумейкер, Юджин Шумейкер                           |
| 8348 Бхаттачарійя (Bhattacharyya)     | 1988 BX              | 26 січня 1988     | Обсерваторія Вайну-Баппу        | Р. Раджамоган                                              |
| (8349) 1988 DH1                       | 1988 DH1             | 19 лютого 1988    | Обсерваторія Ґекко              | Йошіакі Ошіма                                              |
| (8350) 1989 AG                        | 1989 AG              | 2 січня 1989      | Окутама                         | Цуному Хіокі, Нобухіро Кавасато                            |
| (8351) 1989 EH1                       | 1989 EH1             | 10 березня 1989   | Тойота                          | Кендзо Судзукі, Тошімата Фурута                            |
| (8352) 1989 GE                        | 1989 GE              | 6 квітня 1989     | Обсерваторія Кушіро             | Сейджі Уеда, Хіроші Канеда                                 |
| 8353 Меграйан (Megryan)               | 1989 GC4             | 3 квітня 1989     | Обсерваторія Ла-Сілья           | Ерік Вальтер Ельст                                         |
| (8354) 1989 RF                        | 1989 RF              | 1 вересня 1989    | Обсерваторія Верхнього Провансу | Ерік Вальтер Ельст                                         |
| 8355 Masuo                            | 1989 RQ1             | 5 вересня 1989    | Паломарська обсерваторія        | Е. Гелін                                                   |
| 8356 Вадва (Wadhwa)                   | 1989 RO2             | 3 вересня 1989    | Паломарська обсерваторія        | Керолін Шумейкер, Юджин Шумейкер                           |
| 8357 О'Коннор (O'Connor)              | 1989 SC1             | 25 вересня 1989   | Гарвардська обсерваторія        | Обсерваторія Ок-Ридж                                       |
| 8358 Рікблейклі (Rickblakley)         | 1989 VN5             | 4 листопада 1989  | Паломарська обсерваторія        | Керолін Шумейкер, Девід Леві                               |
| (8359) 1989 WD                        | 1989 WD              | 19 листопада 1989 | Обсерваторія Кушіро             | Сейджі Уеда, Хіроші Канеда                                 |
| (8360) 1990 FD1                       | 1990 FD1             | 26 березня 1990   | Обсерваторія Дінік              | Ацуші Суґіе                                                |
| (8361) 1990 JN1                       | 1990 JN1             | 1 травня 1990     | Обсерваторія Сайдинг-Спрінг     | Анна Зітков, Майкл Ірвін                                   |
| (8362) 1990 QM1                       | 1990 QM1             | 22 серпня 1990    | Паломарська обсерваторія        | Генрі Гольт                                                |
| (8363) 1990 RV                        | 1990 RV              | 13 вересня 1990   | Паломарська обсерваторія        | Мішель Олмстід                                             |
| (8364) 1990 RE5                       | 1990 RE5             | 15 вересня 1990   | Паломарська обсерваторія        | Генрі Гольт                                                |
| (8365) 1990 RR5                       | 1990 RR5             | 15 вересня 1990   | Паломарська обсерваторія        | Генрі Гольт                                                |
| (8366) 1990 UL1                       | 1990 UL1             | 20 жовтня 1990    | Обсерваторія Дінік              | Ацуші Суґіе                                                |
| 8367 Бокусуї (Bokusui)                | 1990 UL2             | 23 жовтня 1990    | Обсерваторія Ґейсей             | Тсутому Секі                                               |
| (8368) 1991 DM                        | 1991 DM              | 20 лютого 1991    | Обсерваторія Сайдинг-Спрінг     | Роберт Макнот                                              |
| 8369 Miyata                           | 1991 GR              | 8 квітня 1991     | Паломарська обсерваторія        | Е. Гелін                                                   |
| 8370 Ванліндт (Vanlindt)              | 1991 RK11            | 4 вересня 1991    | Обсерваторія Ла-Сілья           | Ерік Вальтер Ельст                                         |
| 8371 Ґовен (Goven)                    | 1991 TJ14            | 2 жовтня 1991     | Паломарська обсерваторія        | С. де Сен-Енян                                             |
| (8372) 1991 VC2                       | 1991 VC2             | 9 листопада 1991  | Обсерваторія Кушіро             | Сейджі Уеда, Хіроші Канеда                                 |
| 8373 Стівенгулд (Stephengould)        | 1992 AB              | 1 січня 1992      | Паломарська обсерваторія        | Керолін Шумейкер, Юджин Шумейкер                           |
| 8374 Хорогата (Horohata)              | 1992 AK1             | 10 січня 1992     | Обсерваторія Кійосато           | Сатору Отомо                                               |
| 8375 Кендзоконо (Kenzokohno)          | 1992 AP1             | 12 січня 1992     | Обсерваторія Ґейсей             | Тсутому Секі                                               |
| (8376) 1992 OZ9                       | 1992 OZ9             | 30 липня 1992     | Обсерваторія Ла-Сілья           | Анрі Дебеонь, Альваро Лопес-Ґарсіа                         |
| 8377 Елмерріз (Elmerreese)            | 1992 SD1             | 23 вересня 1992   | Обсерваторія Кітамі             | Кін Ендате, Кадзуро Ватанабе                               |
| 8378 Суїні (Sweeney)                  | 1992 SN1             | 23 вересня 1992   | Паломарська обсерваторія        | Е. Гелін                                                   |
| 8379 Страчинські (Straczynski)        | 1992 SW10            | 27 вересня 1992   | Обсерваторія Кітт-Пік           | Spacewatch                                                 |
| 8380 Тутінг (Tooting)                 | 1992 SW17            | 29 вересня 1992   | Паломарська обсерваторія        | Генрі Гольт                                                |
| 8381 Гауптман (Hauptmann)             | 1992 SO24            | 21 вересня 1992   | Обсерваторія Карла Шварцшильда  | Ф. Бернґен                                                 |
| 8382 Манн (Mann)                      | 1992 SQ26            | 23 вересня 1992   | Обсерваторія Карла Шварцшильда  | Ф. Бернґен                                                 |
| (8383) 1992 UA3                       | 1992 UA3             | 25 жовтня 1992    | Окутама                         | Цуному Хіокі, Шудзі Хаякава                                |
| (8384) 1992 YB                        | 1992 YB              | 16 грудня 1992    | Обсерваторія Ніхондайра         | Такеші Урата                                               |
| (8385) 1993 AN                        | 1993 AN              | 13 січня 1993     | Обсерваторія Кушіро             | Сейджі Уеда, Хіроші Канеда                                 |
| 8386 Ванвінкенрой (Vanvinckenroye)    | 1993 BB6             | 27 січня 1993     | Коссоль                         | Ерік Вальтер Ельст                                         |
| 8387 Фудзіморі (Fujimori)             | 1993 DO              | 19 лютого 1993    | Обсерваторія Ґейсей             | Тсутому Секі                                               |
| (8388) 1993 FO6                       | 1993 FO6             | 17 березня 1993   | Обсерваторія Ла-Сілья           | UESAC                                                      |
| (8389) 1993 FT37                      | 1993 FT37            | 19 березня 1993   | Обсерваторія Ла-Сілья           | UESAC                                                      |
| (8390) 1993 FE48                      | 1993 FE48            | 19 березня 1993   | Обсерваторія Ла-Сілья           | UESAC                                                      |
| 8391 Кринг (Kring)                    | 1993 HH3             | 20 квітня 1993    | Обсерваторія Кітт-Пік           | Spacewatch                                                 |
| (8392) 1993 OP                        | 1993 OP              | 18 липня 1993     | Паломарська обсерваторія        | Е. Гелін                                                   |
| 8393 Тецумасакамото (Tetsumasakamoto) | 1993 TJ1             | 15 жовтня 1993    | Обсерваторія Кітамі             | Кін Ендате, Кадзуро Ватанабе                               |
| (8394) 1993 TM12                      | 1993 TM12            | 13 жовтня 1993    | Паломарська обсерваторія        | Генрі Гольт                                                |
| 8395 Рембаут (Rembaut)                | 1993 TQ23            | 9 жовтня 1993     | Обсерваторія Ла-Сілья           | Ерік Вальтер Ельст                                         |
| (8396) 1993 UR2                       | 1993 UR2             | 19 жовтня 1993    | Паломарська обсерваторія        | Е. Гелін                                                   |
| 8397 Чіякітанака (Chiakitanaka)       | 1993 XO              | 8 грудня 1993     | Обсерваторія Кійосато           | Сатору Отомо                                               |
| 8398 Руббіа (Rubbia)                  | 1993 XY              | 12 грудня 1993    | Фарра-д'Ізонцо                  | Фарра-д'Ізонцо                                             |
| 8399 Вакамацу (Wakamatsu)             | 1994 AD              | 2 січня 1994      | Обсерваторія Оїдзумі            | Такао Кобаяші                                              |
| 8400 Томідзо (Tomizo)                 | 1994 AQ              | 4 січня 1994      | Обсерваторія Оїдзумі            | Такао Кобаяші                                              |

| Астероїди 1—10000 → |           |           |           |           |           |           |           |           |            |
| 1—100               | 1001—1100 | 2001—2100 | 3001—3100 | 4001—4100 | 5001—5100 | 6001—6100 | 7001—7100 | 8001—8100 | 9001—9100  |
| 101—200             | 1101—1200 | 2101—2200 | 3101—3200 | 4101—4200 | 5101—5200 | 6101—6200 | 7101—7200 | 8101—8200 | 9101—9200  |
| 201—300             | 1201—1300 | 2201—2300 | 3201—3300 | 4201—4300 | 5201—5300 | 6201—6300 | 7201—7300 | 8201—8300 | 9201—9300  |
| 301—400             | 1301—1400 | 2301—2400 | 3301—3400 | 4301—4400 | 5301—5400 | 6301—6400 | 7301—7400 | 8301—8400 | 9301—9400  |
| 401—500             | 1401—1500 | 2401—2500 | 3401—3500 | 4401—4500 | 5401—5500 | 6401—6500 | 7401—7500 | 8401—8500 | 9401—9500  |
| 501—600             | 1501—1600 | 2501—2600 | 3501—3600 | 4501—4600 | 5501—5600 | 6501—6600 | 7501—7600 | 8501—8600 | 9501—9600  |
| 601—700             | 1601—1700 | 2601—2700 | 3601—3700 | 4601—4700 | 5601—5700 | 6601—6700 | 7601—7700 | 8601—8700 | 9601—9700  |
| 701—800             | 1701—1800 | 2701—2800 | 3701—3800 | 4701—4800 | 5701—5800 | 6701—6800 | 7701—7800 | 8701—8800 | 9701—9800  |
| 801—900             | 1801—1900 | 2801—2900 | 3801—3900 | 4801—4900 | 5801—5900 | 6801—6900 | 7801—7900 | 8801—8900 | 9801—9900  |
| 901—1000            | 1901—2000 | 2901—3000 | 3901—4000 | 4901—5000 | 5901—6000 | 6901—7000 | 7901—8000 | 8901—9000 | 9901—10000 |